# Unterseeboot 742
L'Unterseeboot 742 ou U-742 est un sous-marin allemand (U-Boot) de type VIIC utilisé par la Kriegsmarine pendant la Seconde Guerre mondiale.
Le sous-marin fut commandé le 5 juin 1941 à Dantzig (Schichau-Werke), sa quille fut posée le 12 mai 1942, il fut lancé le 4 février 1943, et mis en service le 1er mai 1943, sous le commandement du Kapitänleutnant Heinz Schwassmann.
L'U-742 n'endommagea ou ne coula aucun navire au cours des 2 patrouilles (46 jours en mer) qu'il effectua.
Il fut coulé par l'aviation britannique en Mer de Norvège, en juillet 1944.

## Conception
Unterseeboot type VII, l'U-742 avait un déplacement de 769 tonnes en surface et 871 tonnes en plongée. Il avait une longueur totale de 67,10 m, un maître-bau de 6,20 m, une hauteur de 9,60 m et un tirant d'eau de 4,74 m. Le sous-marin était propulsé par deux hélices de 1,23 m, deux moteurs diesel Germaniawerft M6V 40/46 de 6 cylindres en ligne de 1400 CV à 470 tr/min, produisant un total de 2 060 à 2 350 kW en surface et de deux moteurs électriques AEG GU 460/8–27 de 375 cv à 295 tr/min, produisant un total 550 kW, en plongée. Le sous-marin avait une vitesse en surface de 17,7 nœuds (32,8 km/h) et une vitesse de 7,6 nœuds (14,1 km/h) en plongée. Immergé, il avait un rayon d'action de 80 milles marins (150 km) à 4 nœuds (7,4 km/h ; 4,6 milles par heure) et pouvait atteindre une profondeur de 230 m. En surface son rayon d'action était de 8 500 milles nautiques (soit 15 700 km) à 10 nœuds (19 km/h).
 L'U-742 était équipé de cinq tubes lance-torpilles de 53,3 cm (quatre montés à l'avant et un à l'arrière) qui contenait quatorze torpilles. Il était équipé d'un canon de 8,8 cm SK C/35 (220 coups) et d'un canon antiaérien de 20 mm Flak. Il pouvait transporter 26 mines TMA ou 39 mines TMB. Son équipage comprenait 4 officiers et 40 à 56 sous-mariniers.

## Historique
Il reçut sa formation de base au sein de la 8. Unterseebootsflottille jusqu'au 31 mars 1944, puis il intégra sa formation de combat dans la 6. Unterseebootsflottille jusqu'au 31 mai 1944 et finira sa carrière dans la 13. Unterseebootsflottille.
Sa première patrouille est précédée par de courts trajets à Kiel, Marviken, Bergen et Skjomenfjord. Elle commence réellement le 20 mai 1944 au départ de Skjomenfjord pour opérer dans les eaux Arctiques. Après 20 jours en mer, il retourne à son port d'attache qu'il atteint le 8 juin 1944.
Il reprend la mer par sa deuxième patrouille le 3 juillet 1944 pour opérer au large des côtes norvégiennes. L'U-742 est attaqué et coulé le 18 juillet 1944 en mer de Norvège à l'ouest de Narvik, à la position 68° 24′ N, 9° 51′ E, par des charges de profondeur d'un Catalina britannique du 210 Sqn RAF / Z.
Les 52 membres d'équipage meurent dans cette attaque.

## Affectations
- 8. Unterseebootsflottille du 1er mai 1943 au 31 mars 1944 (Période de formation).
- 6. Unterseebootsflottille du 1er avril 1944 au 31 mai 1944 (Unité combattante).
- 13. Unterseebootsflottille du 1er juin 1944 au 18 juillet 1944 (Unité combattante).

## Commandement
- Kapitänleutnant Heinz Schwassmann du 1er mai 1943 au 18 juillet 1944.

## Patrouilles
|       | Commandant               | Départ         | Départ       | Arrivée         | Arrivée      | Jours    | Succès |
| ----- | ------------------------ | -------------- | ------------ | --------------- | ------------ | -------- | ------ |
|       | Kptlt. Heinz Schwassmann | 20 avril 1944  | Kiel         | 22 avril 1944   | Marviken     | 3 jours  |        |
|       | Kptlt. Heinz Schwassmann | 13 mai 1944    | Marviken     | 14 mai 1944     | Bergen       | 2 jours  |        |
|       | Kptlt. Heinz Schwassmann | 14 mai 1944    | Bergen       | 18 mai 1944     | Skjomenfjord | 5 jours  |        |
| 1     | Kptlt. Heinz Schwassmann | 20 mai 1944    | Skjomenfjord | 8 juin 1944     | Skjomenfjord | 20 jours |        |
| 2     | Kptlt. Heinz Schwassmann | 3 juillet 1944 | Skjomenfjord | 18 juillet 1944 | Coulé        | 16 jours |        |
| Total | Total                    | Total          | Total        | Total           | Total        | 46 jours | 0 t    |

Note : Kptlt. = Kapitänleutnant

### Opérations Wolfpack
L'U-742 a opéré avec les Wolfpacks (meute de loups) durant sa carrière opérationnelle.
- Grimm (31 mai - 6 juin 1944)